# Krosno (powiat poznański)
Krosno (niem. Altkirch) – wieś w Polsce położona w województwie wielkopolskim, w powiecie poznańskim, w gminie Mosina, na południe od siedziby gminy wzdłuż drogi Mosina-Czempiń i linii kolejowej Poznań-Wrocław.
Wieś królewska Krosna należąca do starostwa mosińskiego, pod koniec XVI wieku leżała w powiecie kościańskim województwa poznańskiego. W latach 1975–1998 miejscowość należała administracyjnie do województwa poznańskiego.
Znajduje się tu zabytkowy poewangelicki kościół pw. Matki Boskiej Częstochowskiej, budowany w latach 1779–1871 i użytkowany przez parafię katolicką.

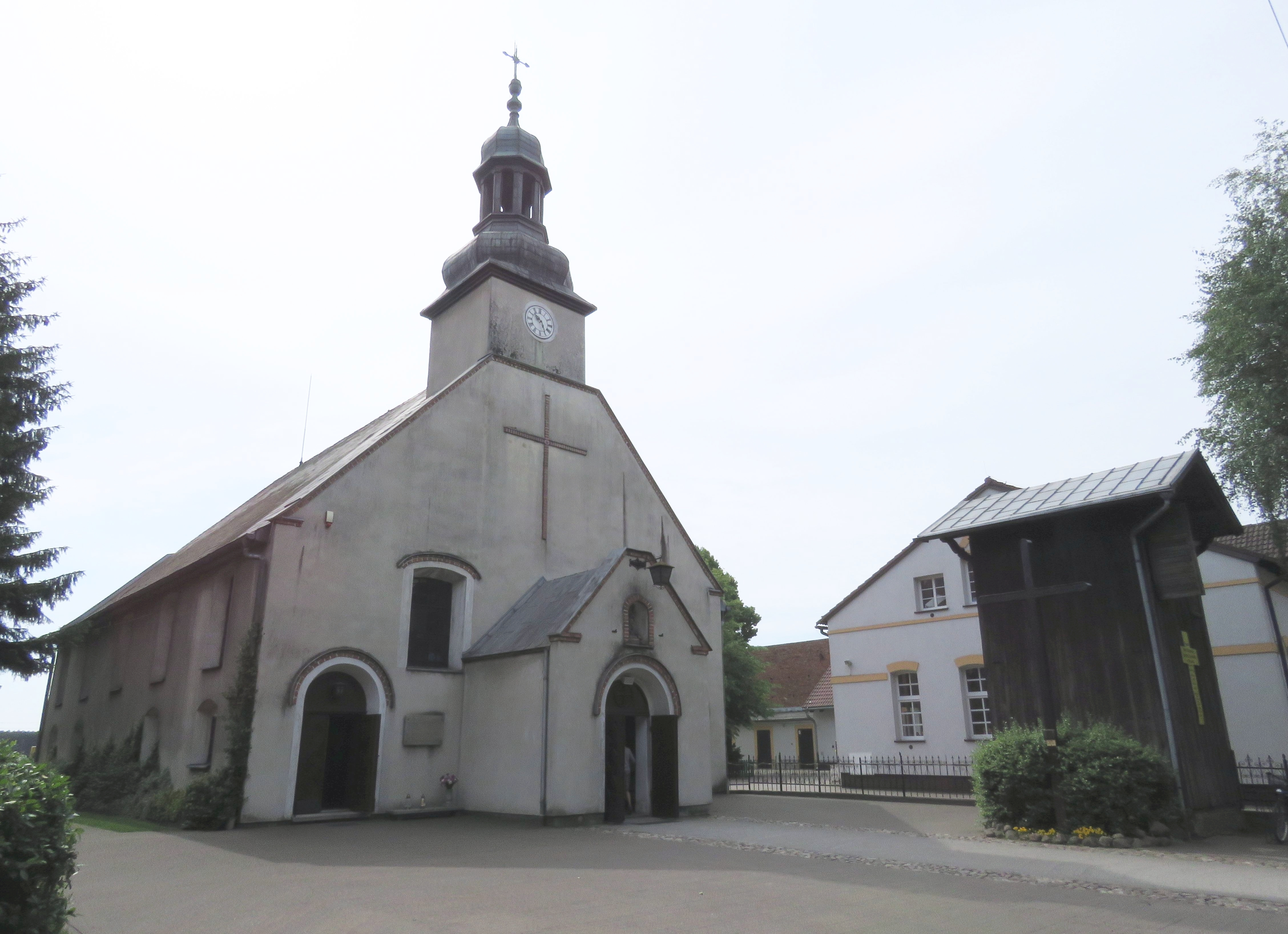
Kościół pw. Matki Boskiej Częstochowskiej

Współcześnie gmina inwestuje w budownictwo wielorodzinne. We wsi Krosno rozbudowane zostało Osiedle TBS, Osiedle Słoneczne, Osiedle Miodowe, Osiedle Olszynka.